# Atenencs
Atenencs (en grec antic Ἀθηναῖος, en llatí Atheniensis), era el nom que es donava als habitants de la regió clàssica d'Àtica, els habitants de les planes d'Atenes que pertanyien al grup jònic. Avui s'aplica només als habitants de la capital de Grècia, Atenes.